# Кудрявка мутовчатая
Кудрявка мутовчатая (лат. Illecebrum verticillatum) — однолетнее травянистое растение единственный вид монотипического рода Illecebrum в семействе гвоздичных (Caryophyllaceae). Широко распространён в Европе, Макаронезии и Северной Африке.

## Ботаническое описание
Однолетнее травянистое растение. Все части растения голые. Простертые, простые или разветвлённые у основания, стройные стебли обычно от 5 до 30 (до 70) сантиметров длиной, четырёхгранные и в основном красноватые.
Мелкие, слегка мясистые листья, расположенные на стебле поочередно, бесстебельные. Простая, голая и цельная листовая пластинка от яйцевидной до обратнояйцевидной формы с тупым верхним концом длиной от 2 до 5 миллиметров. Остинки маленькие и суховато-кожистые.
Период цветения — с июля по сентябрь. От четырёх до шести цветков располагаются вместе в листо-аксиллярных гроздьях (мутовках). На каждый узел (нодиум) приходится по два кластера, которые вместе образуют ложный завиток. Под каждым цветком находятся два очень маленьких, покрытых белой кожицей прицветника, длиной 1 мм.
Обоеполые и бесстебельные цветки радиально-симметричные, пятизубчатые с (двойным) околоцветником. Пять очень маленьких и свободных, бело-зеленоватых лопастных, губчатых чашелистиков длиной 1,5–2,5 мм, прямостоячие и наклоненные вместе. На кончике каждого чашелистика находится гранула длиной от 0,5 до 0,7 мм. Сильно редуцированные лепестки присутствуют или отсутствуют, они также интерпретируются как стаминодии. Имеется 3–5 очень коротких тычинок. Завязь с одним семязачатком и коротким столбиком.
Бороздчатый однолистный и односемянный плод-коробочка в стойкой чашечке. Семена коричневые и блестящие.
Число хромосом 2n = 10

## Распространение и экология
Область распространения узловатой травы — Европа, Макаронезия и страны Магриба. Также встречается в Средиземноморье. Произрастает на влажных песчаных и каменистых местах по берегам водоемов, у дорог, на богатых питательными веществами, малокальциевых, кислых и суглинистых песчаных почвах. Теплолюбив и встречается только в районах с океаническим влиянием.

## Систематика
Вид был впервые научно описан в 1753 году Карлом Линнеем в его «Species Plantarum». Иногда его помещают в отдельное семейство Illecebraceae, но обычно относят к семейству Гвоздичные. Родовое название Illecebrum происходит от латинского слова illecebra, означающего «завлекать», хотя неясно, как это название стало применяться к такому растению, как I. verticillatum. Специфический эпитет verticillatum означает «витой», ссылаясь на расположение цветков. В опубликованных работах этот вид иногда называют «whorled knotweed» или «коралловым ожерельем», хотя неясно, используются ли эти предполагаемые общие названия на практике.